# دانشگاه کانسای
دانشگاه کانسای (به ژاپنی: 関西大学, Kansai Daigaku)، یک دانشگاه خصوصی، غیرفرقه‌ای و آموزش مختلط با پردیس اصلی آن در سوئیتا،  استان اوساکا، ژاپن و دو پردیس فرعی در ساکای، اوساکا و تاکاتسوکی در استان اوساکا.